# Yu-7 (魚雷)
Yu-7（中国語: 鱼-7）は、中国人民解放軍海軍が運用する短魚雷。輸出名はET-52。アメリカ合衆国製のMk.46 mod.2と、イタリア製のA244/Sを元にした模倣版とされている。
対潜哨戒機や水上戦闘艦において、対潜兵器として用いられる。水上戦闘艦では、イタリアのB515を山寨化した3連装短魚雷発射管から発射されるほか、CYシリーズの対潜ミサイルのペイロードとしても用いられている。

## 開発
中国政府によって発表された公式情報によると、1970年代から80年代にかけて、複数のMk.46魚雷が中国の漁師達によって回収された。その中には、1978年10月に南シナ海で回収された当時最新式だったMk.46 mod.1 ブロック 2魚雷が含まれる。
アメリカの魚雷を解析する事によって、当時切望されていた対潜戦用の短魚雷の開発計画が決められた。この計画は"第109計画"と称されており、第705研究所（西安精密機械研究所）と西北工業大学の合同チームによって第872と第874工場が生産設備として割り当てられた。1984年に国の支援によって魚雷の開発に関与する4社の90人以上の技術者からなる開発が始まった。第705研究所は浅海での魚雷の制御装置を担当し、西北工业大学は深海での魚雷の制御装置を担当した。Yu-7魚雷は5000個以上の部品と4,500の機器をから構成されており青写真は8万枚以上、技術文書は10万頁以上に達した。最初の試作機2基は第874工場で1984年12月に組み立てられ1985年12月に昆明市の第750試験場で試験された。1989年以降、Yu-7魚雷は4回に分けられた試験で68回の試射に成功した。
1985年には、総額800万ドルでMk 46 Mod. 2魚雷の技術支援を伴うライセンス生産契約が調印されたことで、開発計画は大幅に加速した。ブッシュ政権は六四天安門事件後、議会と人権活動家達からMk.46 Mod. 2魚雷の最終納入についてかなりの批判を浴びたが、納入は制裁前に完了したと反論した。同様に、1987年にはイタリアのA244-S短魚雷を40基以上導入し、Yu-7の開発の参考とされた。A244-Sの技術導入に伴う設計変更によって開発日程は遅延したとされるが、ジェーン海軍年鑑などでは、この日程遅延の最大の要因は英国の単位をメートル法に、アメリカのIEEE規格を国際規格に変更する事であったとしている。
Yu-7魚雷シリーズは最終的に1994年に制式化され、1990年代末に完全量産体制にはいった。